# Pseudohandelia
Pseudohandelia là một chi thực vật có hoa trong họ Cúc (Asteraceae).

## Loài
Chi Pseudohandelia gồm các loài: